# Gušarka
Gušarka (toranjka, guštarka, vrizak, lat. Arabis), biljni rod iz porodice krstašica kojemu pripada stotinjak vrsta trajnica. Ime Arabis upučuje na arapske zemlje, ili zbog podrijetla, ili zbog prilagodbe da rastu na sličnim suhim i pjeskovitim tlima.
Gušarke u Hrvatskoj su planinska gušarka (A. alpina), zidna gušarka (A. collina), oštrodlakava gušarka (A. hirsuta), kamenjarska gušarka (A. nova), šumska gušarka (A. planisiliqua), bijela gušarka (A. procurrens), gušarka strieličasta (A. sagittata), Skopolijeva gušarka (A. scopoliana), proljetna gušarka (A. verna), Arabis hornungiana
U ovaj rod nekada su uključivane malocvjetna toranjka, Fourraea alpina (L.) Greuter & Burdet (sin. Arabis brassica);  gola, Turritis glabra L. (sin. Arabis glabra); tornjasta toranjka Pseudoturritis turrita (L.) Al-Shehbaz (sin. Arabis turrita). One ne pripadaju u gušarke ili toranjke, a ime im je ostalo jer su nekada bile klasificirane u taj rod.

## Vrste
1. Arabis aculeolata Greene
2. Arabis adpressipilis (M.Hopkins) Al-Shehbaz
3. Arabis alanyensis H.Duman
4. Arabis allionii DC.,  Allijonieva toranjka
5. Arabis alpina L., planinska toranjka
6. Arabis amplexicaulis Edgew.
7. Arabis androsacea Fenzl
8. Arabis aubrietioides Boiss.
9. Arabis aucheri Boiss.
10. Arabis auriculata Lam.
11. Arabis axillaris Kom.
12. Arabis balansae Boiss. & Reut.
13. Arabis beirana P.Silveira, J.Paiva & N.Marcos
14. Arabis bijuga G.Watt
15. Arabis blepharophylla Hook. & Arn.
16. Arabis borealis Andrz. ex C.A.Mey.
17. Arabis brachycarpa Rupr.
18. Arabis bryoides Boiss.
19. Arabis caerulea All.
20. Arabis carduchorum Boiss.
21. Arabis caucasica Willd.
22. Arabis christiani N.Busch
23. Arabis ciliata Clairv., trepavičava toranjka
24. Arabis colchica Kolak.
25. Arabis collina Ten.,  zidna toranjka
26. Arabis conringioides Ball
27. Arabis cretica Boiss. & Heldr.
28. Arabis crucisetosa Constance & Rollins
29. Arabis cypria Holmboe
30. Arabis davisii H.Duman & A.Duran
31. Arabis deflexa Boiss.
32. Arabis doberanica Parsa
33. Arabis doumetii Coss.
34. Arabis elegans Tineo ex Lojac.
35. Arabis elgonensis Al-Shehbaz
36. Arabis erecta Y.Y.Kim & C.G.Jang
37. Arabis erikii Mutlu
38. Arabis erubescens Ball
39. Arabis eschscholtziana Andrz.
40. Arabis farinacea Rupr.
41. Arabis ferdinandi-coburgii Kellerer & Sünd.
42. Arabis flagellosa Miq.
43. Arabis furcata S.Watson
44. Arabis gegamica Mtschvet.
45. Arabis georgiana Harper
46. Arabis graellsiiformis Hedge
47. Arabis hirsuta (L.) Scop., oštrodlakava toranjka
48. Arabis hornungiana Schur
49. Arabis humbertii Quézel
50. Arabis ionocalyx Boiss.
51. Arabis josiae Jahand. & Maire
52. Arabis juressi Rothm.
53. Arabis kandingensis Y.H.Zhang
54. Arabis kaynakiae Daşkin
55. Arabis kazbegi Mtzchvet.
56. Arabis kennedyae Meikle
57. Arabis ligulifolia Nakai
58. Arabis lycia Parolly & P.Hein
59. Arabis macdonaldiana Eastw.
60. Arabis margaritae Talavera
61. Arabis modesta Rollins
62. Arabis nepetifolia Boiss.
63. Arabis nipponica (Franch. & Sav.) H.Boissieu
64. Arabis nordmanniana Rupr.
65. Arabis nova Vill., kamenjarska toranjka
66. Arabis nuristanica Kitam.
67. Arabis nuttallii B.L.Rob.
68. Arabis olympica Piper
69. Arabis oregana Rollins
70. Arabis ottonis-schulzii Bornm. & Gauba
71. Arabis paniculata Franch.
72. Arabis parvula Dufour
73. Arabis patens Sull.
74. Arabis planisiliqua (Pers.) Rchb., šumska toranjka
75. Arabis procurrens Waldst. & Kit., bijela toranjka
76. Arabis pterosperma Edgew.
77. Arabis pubescens (Desf.) Poir.
78. Arabis pumila Jacq.
79. Arabis purpurea Sm.
80. Arabis pycnocarpa M.Hopkins
81. Arabis sachokiana (N.Busch) N.Busch
82. Arabis sadina (Samp.) Cout.
83. Arabis sagittata (Bertol.) DC., strieličasta toranjka
84. Arabis scabra All.
85. Arabis scopoliana Boiss., Skopolijeva toranjka
86. Arabis serpyllifolia Vill.
87. Arabis serrata Franch. & Sav.
88. Arabis soyeri Reut. & A.Huet.
89. Arabis stelleri DC.
90. Arabis stellulata Bertol.
91. Arabis stenocarpa Boiss. & Reut.
92. Arabis subflava B.M.G.Jones
93. Arabis sudetica Tausch
94. Arabis surculosa N.Terracc.
95. Arabis tanakana Makino
96. Arabis tianschanica Pavlov
97. Arabis tunetana Murb.
98. Arabis venusta H.Hara
99. Arabis verdieri Quézel
100. Arabis verna (L.) W.T.Aiton, proljetna toranjka
101. Arabis vochinensis Spreng.

## Sinonimi
- Abasicarpon (Andrz. ex Rchb.) Rchb. in Handb. Nat. Pfl.-Syst.: 260 (1837)
- Abazicarpus Andrz. ex DC. in Syst. Nat. 2: 213 (1821), not validly publ.
- Altriarabis Y.Z.Zhao; Collect. Works Zhao Yizhi 209 (2018)
- Arabidium Spach in Hist. Nat. Vég. 6: 436 (1838)
- Caulopsis Fourr.; Ann. Soc. Linn. Lyon, N. S. 16: 332 (1868)
- Lomaspora (DC.) Steud.; Nomencl. Bot., ed. 2, 2: 65 (1841)
- Parryodes Jafri in Notes Roy. Bot. Gard. Edinburgh 22: 207 (1957)
- Psilarabis Fourr.; Ann. Soc. Linn. Lyon, N. S. 16: 332 (1868)
- Shortia Raf.; Autikon Botanikon, 16 (1840), Pennell in Bull. Torr. Bot. Cl. 48: 92 (1921)